# Semambung (Jatibanteng)
Semambung is een bestuurslaag in het regentschap Situbondo van de provincie Oost-Java, Indonesië. Semambung telt 3482 inwoners (volkstelling 2010).